# هيتومي أوادا
هيتومي أوادا (大和田仁美 أوادا هيتومي) هي مؤدية أصوات يابانية ولدت في 23 مارس 1990 في محافظة كاناغاوا.

## أدوارها في الأنمي

### مسلسلات أنمي تلفزيونية
- هانيبادو! - أيانو هانيساكي
- شيروباكو - ميدوري إيماي
- فوكا - هاروكا أكيتسوكي
- أليس و زوروكو - سانا
- نيو غيم! - تسوبامي نارومي
- حارسات التوجي - أيومو أوتشيزاتو
- لوستوريج كونفليتد ويكروس - آميكا هاشيموتو
- بلانيت ويث - ميو إينابا
- نينتاما رانتارو - يامامورا كيسانتا (بديلة)
- تسوغومومو - إيكو ناغو

## أدوارها في ألعاب الفيديو
- زينوبليد كرونيكلز 2 - نيا، كبير حكماء النوبون

## وصلات خارجية
- هيتومي أوادا على موقع IMDb (الإنجليزية)
- هيتومي أوادا على موقع ميوزك برينز (الإنجليزية)
- هيتومي أوادا على موقع قاعدة بيانات الفيلم (الإنجليزية)
- هيتومي أوادا على موقع ANN person (الإنجليزية)